# El Hiba (Egito)
El Hiba (alt. el-Hibeh; em árabe: الحيبة) é o nome moderno da antiga cidade egípcia de Tayu-djayet (t3yw-ḏ3yt), um apelido antigo que significa "suas paredes" em referência às paredes maciças do cerco construídas no local. Em copta, era conhecida como Teudjo, e durante o período greco-romano, era chamada de Ankyronpolis. Na antiguidade, a cidade estava localizada no 18º nomo do Alto Egito, e hoje é encontrada na governação de Beni Suef.

## História
Desde o final da XX dinastia até a XXII dinastia, Tayu-djayet era uma cidade de fronteira, marcando a divisão do país entre os sumos sacerdotes de Ámon em Tebas e os faraós do Egito em Tânis. Uma enorme muralha foi construída no local, com tijolos estampados com os nomes dos sumos sacerdotes Pinedjem I e Menqueperré. Anteriormente, o sumo sacerdote Herior também morava e atuava de El Hiba. Durante a XXII dinastia, o rei Sisaque I construiu um templo dedicado a "Ámon, o Grande Rugido" no local, com uma lista topográfica de cidades capturadas durante a sua "Primeira Campanha de Vitória" na Palestina; o templo também é decorado por seu filho, Osocor I.

## Hoje
Desde 2001, El Hiba tem sido o foco de escavações em andamento por uma equipe de arqueólogos da Universidade da Califórnia em Berkeley. No entanto, devido à instabilidade como resultado da Revolução Egípcia de 2011, os saqueadores foram autorizados a pilhar sistematicamente o local, cavando centenas de poços, expondo tumbas, destruindo paredes e deixando vestígios humanos espalhados pelos terrenos.